# 안락사
안락사(安樂死, 그리스어: ευθανασία →good death, 좋은 죽음, 영어: euthanasia)는 통증과 고통을 없애기 위해 의도적으로 생명을 끝내는 행위이다.
국가마다 안락사 법률이 다르다. 영국 상원 특별 위원회의 의료 윤리는 안락사를 "난치성 고통을 완화하기 위해 생명을 끝내려는 명시적인 의도를 가지고 수행되는 고의적인 개입"으로 정의한다. 네덜란드와 벨기에에서는 안락사를 "환자의 요청에 따른 의사에 의한 생명 종료"로 이해한다. 그러나 네덜란드 법은 '안락사'라는 용어를 사용하지 않고 "요청에 따른 조력 자살 및 생명 종료"라는 더 넓은 정의에 그 개념을 포함시킨다.
안락사는 자발적, 비자발적, 강제적으로 분류된다. 자발적 안락사는 환자가 자신의 생명을 끝내기를 원하며, 점점 더 많은 국가에서 합법이다. 비자발적 안락사는 환자의 동의를 얻을 수 없을 때(예: 혼수상태 또는 지속식물상태) 발생하며, 일부 국가에서는 특정 제한된 조건하에서 적극적 및 소극적 형태로 합법이다. 환자의 동의를 구하지 않거나 환자의 의지에 반하여 행해지는 강제적 안락사는 모든 국가에서 불법이며 일반적으로 살인으로 간주된다.
2006년 기준, 안락사는 생명윤리학에서 가장 활발한 연구 분야가 되었다.
일부 국가에서는 안락사와 관련된 도덕적, 윤리적, 법적 문제에 대해 분열적인 대중 논쟁이 발생한다. 소극적 안락사("생명 유지 장치 제거"로 알려짐)는 많은 국가에서 특정 상황에서 합법이다. 그러나 적극적 안락사는 소수의 국가(예: 벨기에, 캐나다, 스위스)에서만 합법 또는 사실상 합법이며, 이는 특정 상황으로 제한되고 상담사, 의사 또는 기타 전문가의 승인을 요구한다. 나이지리아, 사우디아라비아, 파키스탄과 같은 일부 국가에서는 적극적 안락사에 대한 지지가 거의 없다.

## 정의

### 현재 사용법
2024년 현재, 사전적 정의는 안락사를 추가적인 고통을 막기 위해 누군가의 생명을 끊는 행위에 초점을 맞춘다. 그 사람이 동의하는지 또는 적극적인 상황인지는 나타내지 않는다.

### 핵심 요소에 대한 과거 논의
1974년에 안락사는 "고통 없는 빠른 죽음을 유도하는 것"으로 정의되었다. 그러나 이러한 접근 방식은 정의의 요구 사항을 충족하지만 안락사로 간주되지 않는 여러 가능한 행동을 열어두므로 안락사를 제대로 정의하지 못한다는 주장이 제기된다. 특히 여기에는 개인이 개인적인 이득 외에는 아무 이유 없이 다른 사람을 고통 없이 죽이는 상황이나 빠르고 고통 없지만 의도적이지 않은 사고사 등이 포함된다.
또 다른 접근 방식은 고통의 개념을 정의에 통합했다. 옥스포드 영어사전이 제시한 정의는 고통을 "불치병과 고통스러운 질병을 앓거나 비가역적 혼수상태에 있는 환자의 고통 없는 살해"라는 필수 조건으로 포함한다. 이 접근 방식은 마빈 콜(Marvin Khol)과 폴 커츠(Paul Kurtz)의 정의에 포함되어 있으며, "고통으로부터의 해방으로서 고통 없이 죽음을 유도하거나 허용하는 방식 또는 행위"로 정의한다. 반례가 제시될 수 있다: 그러한 정의는 개인적인 이득(예: 상속을 주장하기 위해)을 위해 불치병에 걸린 사람을 죽이는 것을 포함할 수 있으며, 톰 비첨과 아놀드 데이비슨과 같은 논평가들은 그렇게 하는 것이 안락사라기보다는 "단순한 살인"에 해당한다고 주장해왔다.
많은 정의에 통합된 세 번째 요소는 의도성이다. 즉, 죽음은 우발적인 것이 아니라 의도적인 것이어야 하며, 행동의 의도는 "자비로운 죽음"이어야 한다. 마이클 워린(Michael Wreen)은 "안락사를 단순한 의도적 살인과 구별하는 주요한 것은 행위자의 동기이다: 죽임을 당한 사람의 이익과 관련하여 좋은 동기여야 한다"고 주장했다. 마찬가지로 헤더 드레이퍼(Heather Draper)는 동기의 중요성을 언급하며, "동기는 안락사 주장의 결정적인 부분을 형성하는데, 이는 동기가 수혜자의 최선의 이익을 위한 것이어야 하기 때문이다"라고 주장한다. 상원 특별 위원회의 의료 윤리에서 제시한 것과 같은 정의는 이 경로를 따르며, 안락사는 "난치성 고통을 완화하기 위해 생명을 끝내려는 명시적인 의도를 가지고 수행되는 고의적인 개입"으로 정의된다. 비첨과 데이비슨은 또한 바루크 브로디의 "안락사 행위는 한 사람(...) (A)이 다른 사람 (B)을 두 번째 사람의 이익을 위해 죽이는 행위이며, 이 두 번째 사람은 죽임을 당함으로써 실제로 이익을 얻는다"는 정의를 강조한다.
드레이퍼는 안락사의 어떤 정의든 네 가지 요소를 포함해야 한다고 주장했다: 행위자와 주체; 의도; 행위자의 행동이 결과로 이어지는 인과적 근접성; 그리고 결과. 이를 바탕으로 그녀는 이러한 요소를 통합한 정의를 제시하며, 안락사는 "가장 부드럽고 고통 없는 가능한 수단을 사용하여 한 사람이 다른 사람을 죽이려는 의도에서 비롯된 죽음으로 정의되어야 하며, 이는 오로지 죽는 사람의 최선의 이익에 의해 동기 부여된다"고 명시했다. 드레이퍼 이전에 비참과 데이비슨도 이러한 요소를 포함하는 정의를 제시했다. 그들의 정의는 태아를 명시적으로 배제하여 낙태와 안락사를 구별한다.
요약하자면, 우리는 다음과 같이 주장했다... 인간 A의 죽음이 안락사의 사례인 경우는 (1) A의 죽음이 적어도 한 명의 다른 인간 B에 의해 의도된 경우이며, 여기서 B는 사망 원인이거나 사망을 초래하는 사건의 인과적으로 관련된 특성(행동 또는 부작위로 인한)인 경우에만 해당한다. (2) B가 A가 급성 고통을 겪고 있거나 비가역적 혼수상태에 있다고 믿을 충분한 현재 증거가 있거나, A의 현재 상태와 관련된 충분한 현재 증거가 있어서 하나 이상의 알려진 인과 법칙이 B가 A가 급성 고통을 겪거나 비가역적 혼수상태에 있을 것이라는 믿음을 지지하는 경우. (3) (a) B가 A의 죽음을 의도하는 주된 이유는 A의 (실제 또는 예측된 미래의) 고통 또는 비가역적 혼수상태의 중단이며, B는 다른 주된 이유로 A의 죽음을 의도하지 않지만 다른 관련 이유가 있을 수 있고, (b) A 또는 B에 대해 A의 죽음의 인과적 수단이 B가 개입하지 않았을 경우 A에게 발생했을 고통보다 더 많은 고통을 유발하지 않을 것이라는 충분한 현재 증거가 있는 경우. (4) A의 죽음 사건에 대한 인과적 수단은 A 또는 B가 가능한 한 고통 없이 선택해야 한다. 다만, A 또는 B가 더 고통스러운 인과적 수단에 대한 압도적인 이유를 가지고 있고, 후자의 인과적 수단을 선택하는 이유가 3b의 증거와 충돌하지 않는 경우는 예외이다. (5) A는 태아가 아닌 생물이다.

워린은 비첨과 데이비슨에 부분적으로 응답하여 여섯 부분으로 된 정의를 제시했다:
사람 A가 안락사 행위를 저지른 경우는 다음의 경우에만 해당한다. (1) A가 B를 죽였거나 죽게 내버려 두었다. (2) A는 B를 죽일 의도를 가졌다. (3) (2)에 명시된 의도가 (1)에 명시된 행동의 적어도 부분적인 원인이었다. (4) (2)에 명시된 의도에서 (1)에 명시된 행동으로의 인과적 경로는 A의 행동 계획과 대략 일치한다. (5) A가 B를 죽이는 것은 자발적인 행동이다. (6) (1)에 명시된 행동의 동기, 즉 (2)에 명시된 의도 뒤에 있는 동기는 죽임을 당한 사람의 선(善)이다.

워린은 또한 일곱 번째 요구 사항을 고려했다: "(7) (6)에 명시된 선은 악의 회피이거나 적어도 그것을 포함한다"고 언급했지만, 논문에서 워린은 그 제한이 필요하다고 확신하지 않았다.
워린은 자신의 정의를 논의하면서 대상의 "생존권" 개념에 직면했을 때 안락사를 정당화하는 어려움을 언급했다. 이에 대해 워린은 안락사는 자발적이어야 하며 "비자발적 안락사는 그 자체로 큰 잘못"이라고 주장했다. 다른 논평가들은 동의를 정의에 더 직접적으로 통합한다. 예를 들어, 2003년 유럽 완화 치료 협회(EPAC) 윤리 태스크 포스가 제시한 안락사 논의에서 저자들은 다음과 같이 주장했다: "사람의 동의 없이(사람이 동의할 수 없는 비자발적 동의이든, 사람의 의지에 반하는 강제적 동의이든) 의료적 살해는 안락사가 아니다: 그것은 살인이다. 따라서 안락사는 오로지 자발적이어야 한다." EPAC 윤리 태스크 포스는 비자발적 및 강제적 안락사를 안락사 정의에 포함할 수 없다고 주장했지만, 문헌에는 둘 중 하나는 포함하고 다른 하나는 제외하는 것에 대한 논의가 있다.

### 역사적 사용
'안락사'는 사용법에 따라 다른 의미를 가졌다. '안락사'라는 용어의 첫 번째 명백한 사용은 역사가 수에토니우스에게서 나타나는데, 그는 아우구스투스 황제가 "아내 리비아의 품에서 고통 없이 빠르게 죽어가면서 자신이 바라던 '안락사'를 경험했다"고 묘사했다. '안락사'라는 단어는 17세기 프랜시스 베이컨에 의해 의학적 맥락에서 처음 사용되었는데, 이는 쉽고 고통 없으며 행복한 죽음을 의미하며, 이 기간 동안 "의사는 신체의 '육체적 고통'을 완화하는 책임"이 있었다. 베이컨은 영적인 개념과 구별하기 위해 '외적'이라는 용어를 사용하여 "영혼의 준비와 관련된" 안락사를 "외적 안락사"라고 불렀다.

## 분류
안락사는 개인이 사전 동의를 제공하는지 여부에 따라 자발적, 비자발적, 강제적의 세 가지 유형으로 분류될 수 있다.
의료 및 생명윤리 문헌에서는 의도나 환자의 상황에 관계없이 비자발적 (나아가 강제적) 환자 살해가 안락사로 간주될 수 있는지 여부에 대한 논쟁이 있다. 비참과 데이비슨, 그리고 나중에 워린이 제시한 정의에서 환자의 동의는 그들의 기준 중 하나로 간주되지 않았지만, 안락사를 정당화하기 위해 필요했을 수도 있다. 그러나 다른 이들은 동의를 필수적인 것으로 본다.

### 자발적 안락사
자발적 안락사는 환자의 동의를 받아 시행된다. 능동적 자발적 안락사는 벨기에, 룩셈부르크, 네덜란드에서 합법이다. 소극적 자발적 안락사는 크루잔 대 미주리 보건국 이사 사건에 따라 미국 전역에서 합법이다. 환자가 의사의 도움을 받아 자신의 죽음을 초래할 때, 종종 조력자살이라는 용어가 대신 사용된다. 조력 자살은 스위스와 미국 캘리포니아, 오리건, 워싱턴, 몬태나, 버몬트 주에서 합법이다.

### 비자발적 안락사
비자발적 안락사는 환자의 동의를 얻을 수 없을 때 시행된다. 예로는 어린이 안락사가 있는데, 이는 전 세계적으로 불법이지만 네덜란드에서 흐로닝언 프로토콜에 따라 특정 조건 하에서 비범죄화되었다. 비자발적 안락사의 소극적 형태(즉, 치료 보류)는 여러 국가에서 특정 조건 하에서 합법이다.

### 강제적 안락사
강제적 안락사는 환자의 의지에 반하여 시행된다.

### 소극적 안락사와 적극적 안락사
자발적, 비자발적, 강제적 유형은 다시 소극적 또는 적극적 형태로 나눌 수 있다. 소극적 안락사는 생명 유지에 필요한 치료를 중단하는 것을 의미한다. 적극적 안락사는 치명적인 물질이나 힘(예: 치명적인 주사 투여)을 사용하는 것을 의미하며, 더 논란이 많다. 일부 저자들은 이러한 용어가 오해의 소지가 있고 도움이 되지 않는다고 생각하지만, 그럼에도 불구하고 일반적으로 사용된다. 진통제의 필요한 양을 점진적으로 증가시키지만 독성 용량에 이르는 경우와 같이, 이러한 관행을 적극적인 것으로 볼지 소극적인 것으로 볼지에 대한 논쟁이 있다.

## 역사

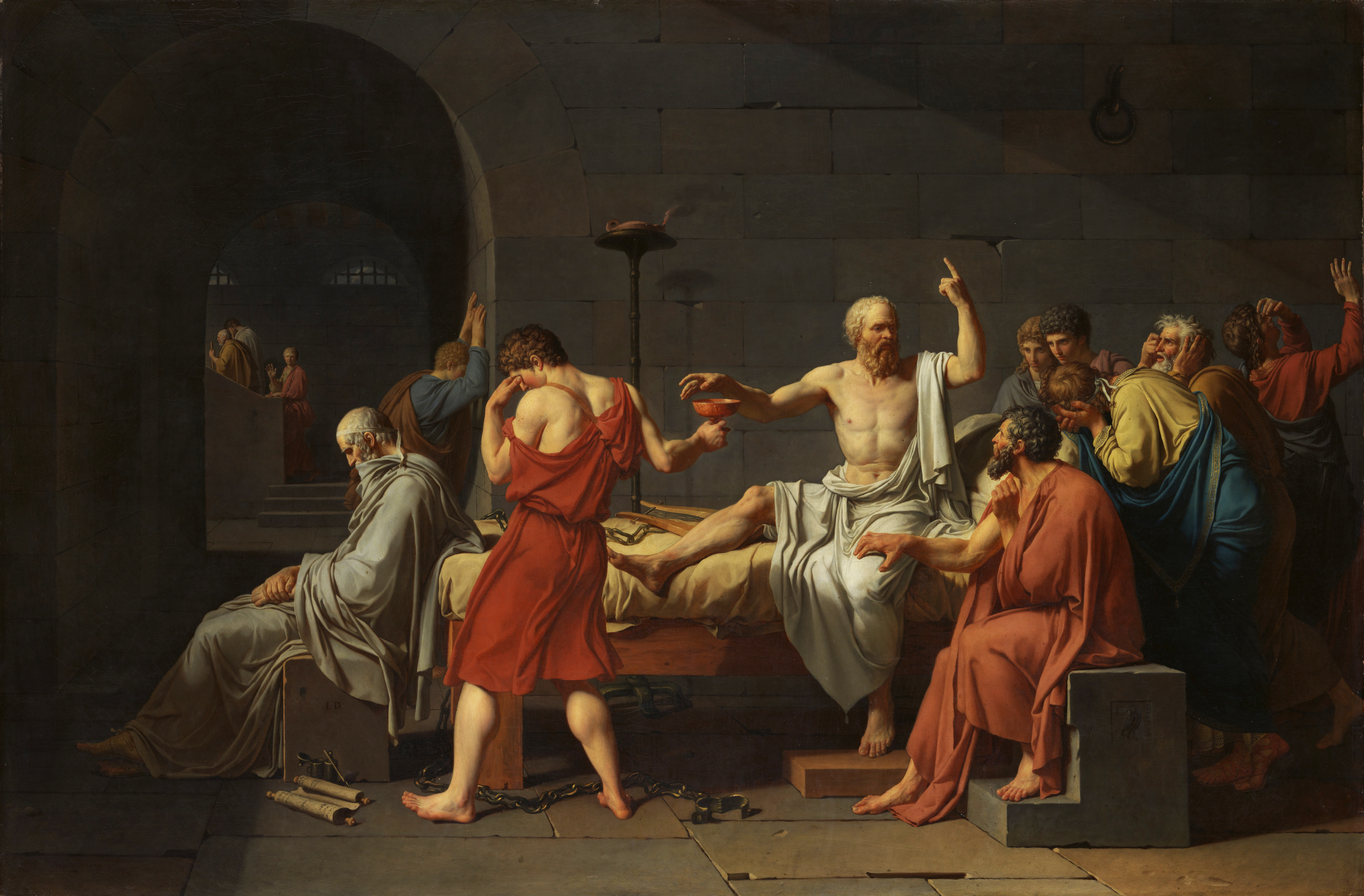
자크루이 다비드의 《소크라테스의 죽음》(1787년), 아테네의 젊은이들을 타락시켰다는 죄목으로 유죄 판결을 받은 소크라테스가 코늄을 마실 준비를 하는 모습

안락사는 고대 그리스와 로마에서 행해졌다. 예를 들어, 케아섬에서는 코늄이 죽음을 재촉하는 수단으로 사용되었으며, 이 기술은 마실리아에서도 사용되었다. 고의적으로 사람의 죽음을 재촉하는 의미의 안락사는 고대 세계에서 소크라테스, 플라톤, 대 세네카에 의해 지지되었지만, 히포크라테스는 "누군가를 기쁘게 하기 위해 치명적인 약을 처방하지 않겠으며, 그의 죽음을 초래할 수 있는 조언도 하지 않겠다"고 반대하는 발언을 한 것으로 보인다 (문헌에서 이것이 안락사를 포함하려는 의도였는지에 대한 논쟁이 있다는 점에 유의).

### 근세
죽어가는 사람을 돕는다는 이전 의미의 안락사라는 용어는 프랜시스 베이컨에 의해 처음 사용되었다. 그의 저서 《Euthanasia medica》에서 그는 이 고대 그리스어 단어를 선택하여, 영혼의 죽음을 준비하는 내적 안락사와 예외적인 상황에서 생명을 단축함으로써 삶의 끝을 더 쉽고 고통 없이 만들려는 외적 안락사를 구분했다. 18세기 체들러의 백과사전에 정의된 대로, 쉬운 죽음이라는 고대적 의미가 근세에 다시 부각되었다는 것을 알 수 있다.
안락사: 고통스러운 경련 없이 일어나는 매우 부드럽고 조용한 죽음. 이 단어는 ευ, bene, 잘, 그리고 θανατος, mors, 죽음에서 유래한다.
죽음의 과정을 완화한다는 의미의 안락사 개념은 베이컨의 철학적 사상에 영향을 받은 의학 역사가 카를 프리드리히 하인리히 마르크스에게서 비롯되었다. 마르크스에 따르면, 의사는 격려, 지지, 그리고 약물 사용을 통한 완화를 통해 죽음의 고통을 덜어주는 도덕적 의무가 있었다. 이러한 "죽음의 완화"는 당시의 시대정신을 반영했지만, 마르크스에 의해 처음으로 의사의 책임 의료 규범에 편입되었다. 마르크스는 또한 병든 사람의 영혼에 대한 신학적 돌봄과 의사의 신체적 돌봄 및 의료 처치를 구분하는 것을 강조했다.
현대적 의미의 안락사는 항상 유대-기독교 전통에서 강력히 반대되어 왔다. 토마스 아퀴나스는 둘 다 반대하며 안락사 관행이 우리의 자연적인 인간 생존 본능에 위배된다고 주장했다. 프랑스 의사이자 의학 교수인 프랑수아 랑신(1565–1641)과 의사이자 교사인 미셸 부드윈(1601–1681)도 마찬가지였다.:208 존 던은 1624년에 안락사를 옹호하는 주장을 했고, 안락사는 계속 행해졌다. 1678년, 카스파르 퀘스텔(Caspar Questel)의 《De pulvinari morientibus non-subtrahend》(죽어가는 사람에게서 베개를 빼앗아서는 안 된다) 출판은 이 주제에 대한 논쟁을 촉발했다. 퀘스텔은 당시 죽어가는 사람의 죽음을 재촉하기 위해 사용되던 다양한 관습들(죽음을 가속화한다고 믿어졌던 베개의 갑작스러운 제거 포함)을 묘사하고, 그렇게 하는 것은 "하느님과 자연의 법률에 반하는 것"이라며 그 사용을 반대했다.:209–211 이러한 견해는 필립 야콥 슈페너(Philipp Jakob Spener), 바이트 리들린(Veit Riedlin), 요한 게오르크 크루니츠를 비롯한 후대 사람들에게도 공유되었다.:211 반대에도 불구하고, 안락사는 출혈, 질식, 사람들을 침대에서 차가운 땅으로 옮기는 등의 기술을 사용하여 계속 행해졌다.:211–214
계몽시대 동안 자살과 안락사는 더 많이 받아들여졌다. 토머스 모어는 유토피아에서 안락사에 대해 썼지만, 모어가 그 관행을 지지하려 했는지는 분명하지 않다.:208–209 다른 문화권에서는 다른 접근 방식을 취했다. 예를 들어, 일본에서는 자살이 명예의 경우에 사용되므로 전통적으로 죄로 여겨지지 않았고, 따라서 안락사에 대한 인식은 세계 다른 지역과 다르다.

### 현대 안락사 논쟁의 시작
1800년대 중반, "죽음의 고통"을 치료하기 위한 모르핀 사용이 등장했으며, 존 워런은 1848년에 그 사용을 권장했다. 클로로폼의 유사한 사용은 조지프 불라(Joseph Bullar)에 의해 1866년에 밝혀졌다. 그러나 두 경우 모두 죽음을 재촉하기 위한 사용이 권장되지는 않았다. 1870년, 교사 사무엘 윌리엄스(Samuel Williams)는 영국 버밍엄 투기 클럽에서 한 연설을 통해 현대 안락사 논쟁을 시작했다. 이 연설은 이후 아마추어 철학 학회 회원들의 수집된 작품인 《버밍엄 투기 클럽 에세이》라는 단발성 출판물로 발행되었다.:794 윌리엄스의 제안은 말기 환자의 죽음을 고의적으로 재촉하기 위해 클로로폼을 사용하는 것이었다.
모든 희망이 없고 고통스러운 질병의 경우, 환자가 원할 때마다 의사의 인정된 의무는 클로로폼이나 곧 클로로폼을 대체할 수 있는 다른 마취제를 투여하여 즉시 의식을 파괴하고 환자를 빠르고 고통 없이 죽음에 이르게 하는 것이다. 그러한 의무의 가능한 남용을 방지하기 위해 필요한 모든 예방 조치를 취해야 하며, 치료가 환자의 명시적인 요청에 따라 적용되었음을 의심의 여지 없이 확립하기 위한 수단을 강구해야 한다.— 사무엘 윌리엄스 (1872), Euthanasia Williams and Northgate: London.:794

이 에세이는 《토요일 평론》에서 호의적인 평가를 받았지만, 《스펙테이터》에는 이 에세이에 반대하는 사설이 실렸다. 이로 인해 영향력이 커져 다른 작가들도 이러한 견해를 지지했다. 라이오넬 톨레마쉬(Lionel Tollemache)는 안락사를 옹호하는 글을 썼고, 에세이스트이자 개혁가이며 나중에 내셔널 세큘러 소사이어티에 참여한 애니 베전트도 안락사를 지지했는데, 그녀는 자신이 '짐'이 되는 지점에 도달했을 때 "자발적이고 고통 없이 죽는 것"을 사회에 대한 의무로 여겼다. 《포퓰러 사이언스》는 1873년 5월에 이 문제를 분석하며 양쪽 주장을 모두 평가했다. 켐프는 당시 의료진이 이 논의에 참여하지 않았다고 언급하며, 이는 "본질적으로 철학적 기업이었으며... 인간 생명의 신성함에 대한 기독교 교리에 대한 여러 반대와 불가분의 관계가 있었다"고 지적한다.

### 미국 초기 안락사 운동

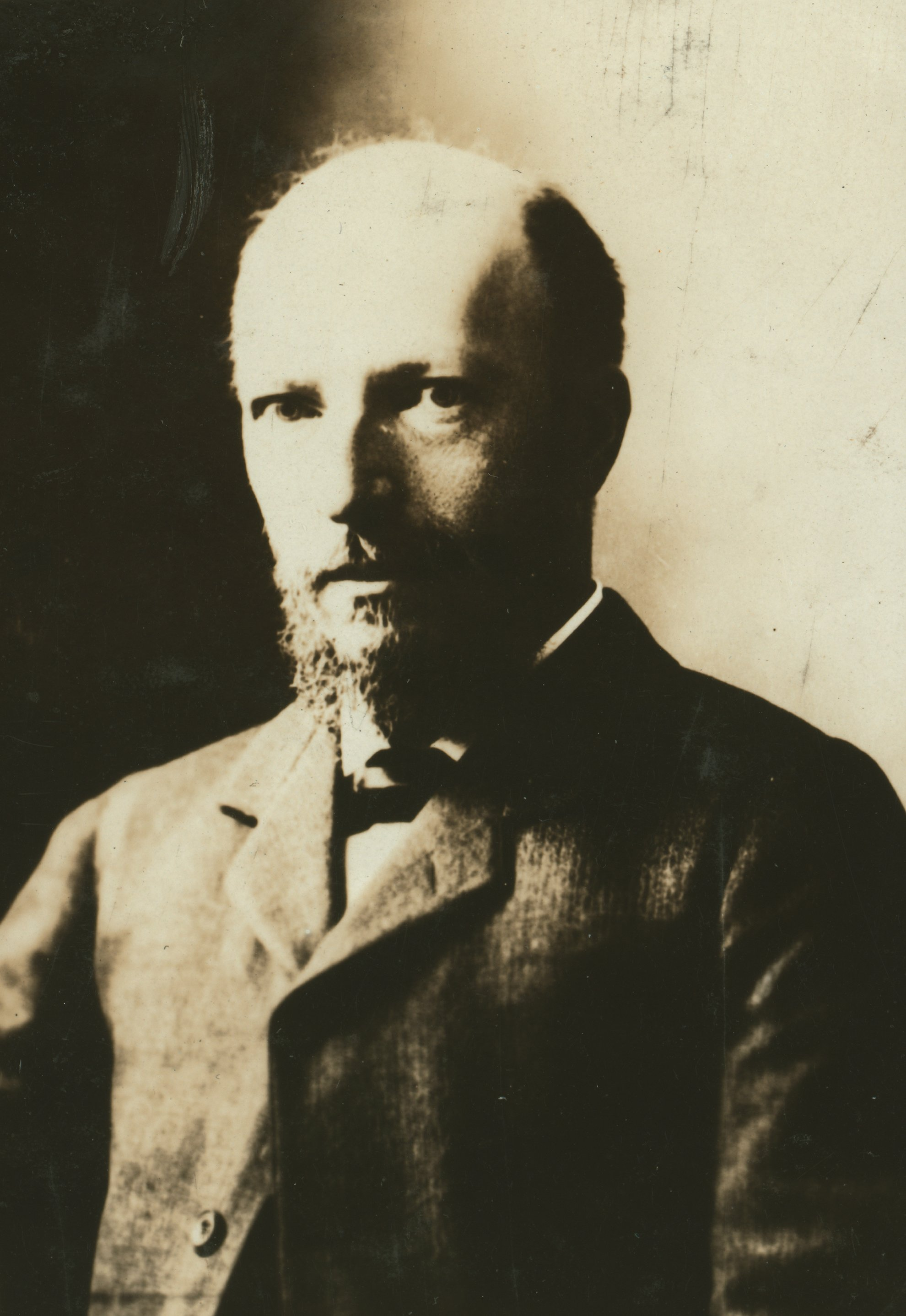
펠릭스 아들러, c. 1913 만성 질환의 경우 자살을 허용해야 한다고 주장한 최초의 저명한 미국인

미국 안락사 운동의 부상은 이른바 도금 시대와 일치하는데, 이는 "방임주의 경제학, 과학적 방법, 합리론을 찬양하는 개인주의적 보수주의"와 주요 공황, 산업화, 기업과 노동 조합 간의 갈등을 포함하는 사회적, 기술적 변화의 시기였다.:794 또한 현대 병원 시스템이 개발된 시기이기도 한데, 이는 안락사 논쟁의 출현에 기여한 요인으로 여겨진다.
로버트 잉거솔은 안락사를 옹호하며, 1894년에 말기 환자, 예를 들어 말기 간암 환자는 자살을 통해 고통을 끝낼 권리가 있다고 주장했다. 펠릭스 아들러도 비슷한 접근 방식을 제시했지만, 잉거솔과 달리 아들러는 종교를 부정하지 않았다. 사실, 그는 윤리 문화 프레임워크에서 주장했다. 1891년, 아들러는 압도적인 고통을 겪는 사람들은 자살할 권리가 있어야 하며, 나아가 의사가 이를 돕는 것이 허용되어야 한다고 주장했다. 이로써 아들러는 만성 질환으로 고통받는 사람들의 자살을 옹호한 최초의 "저명한 미국인"이 되었다. 잉거솔과 아들러는 모두 말기 질환을 앓는 성인의 자발적 안락사를 옹호했다. 다우빅긴은 잉거솔과 아들러가 안락사와 자살에 대한 이전의 도덕적 반대를 허물어 다른 사람들이 안락사의 정의를 확장할 수 있게 했다고 주장한다.
안락사를 합법화하려는 첫 시도는 미국에서 이루어졌는데, 헨리 헌트가 1906년 오하이오 주의회에 법안을 제출했다.:614 헌트가 이렇게 한 것은 20세기 초 미국 안락사 운동의 주요 인물이었던 부유한 상속녀 안나 소피나 홀(Anna Sophina Hall)의 요청 때문이었다. 홀은 어머니가 간암과의 오랜 싸움 끝에 돌아가시는 것을 지켜보았고, 다른 사람들이 같은 고통을 겪지 않도록 자신을 바쳤다. 이를 위해 그녀는 광범위한 서한 캠페인에 참여하고, 루라나 셸던(Lurana Sheldon)과 모드 볼링턴 부스(Maud Ballington Booth)를 영입했으며, 1905년 미국인도주의협회 연례 회의에서 안락사 토론을 조직했다. 제이컵 애플은 이를 20세기 안락사에 대한 최초의 중요한 공개 토론이라고 묘사했다.:614–616
헌트의 법안은 환자가 법적 연령이고 정신이 온전하며, 치명적인 부상, 돌이킬 수 없는 질병, 또는 큰 신체적 고통을 겪고 있는 한, 환자의 죽음을 초래하기 위해 마취제를 투여하도록 요구했다. 또한 이 법안은 해당 사건이 의사에 의해 심리되어야 하며, 세 명의 증인 앞에서 정보에 입각한 동의가 필요하고, 환자의 회복이 불가능하다는 데 동의해야 하는 세 명의 의사가 참석해야 한다고 요구했다. 법안을 전적으로 거부하자는 동의는 부결되었지만, 이 법안은 79대 23으로 통과되지 못했다.:796:618–619
오하이오 안락사 제안과 함께 1906년 로스 그레고리(Ross Gregory) 의원은 아이오와 주의회에 안락사를 허용하는 제안을 제출했다. 그러나 아이오와 법안은 오하이오에서 제시된 법안보다 범위가 더 넓었다. 이 법안은 최소 10세 이상의 사람이 치명적이고 극심한 고통을 유발할 질병으로 고통받는 경우, 정신이 온전하고 인위적으로 죽음을 재촉하고자 하는 의사를 표명하면 죽음에 이르게 하는 것을 허용했다. 또한, 영아의 경우 충분히 기형인 경우 안락사를 허용했으며, 보호자가 피보호자를 대신하여 안락사를 요청하는 것도 허용했다. 제안된 법안은 또한 요청 시 안락사를 거부하는 의사에게 6-12개월의 징역형과 200달러에서 1,000달러 사이의 벌금을 부과했다. 이 제안은 논란을 일으켰다.:619–621 이로 인해 상당한 논쟁이 벌어졌고, 공중 보건 위원회로 회부된 후 심사에서 철회되어 통과되지 못했다.:623
1906년 이후 안락사 논쟁은 강도가 줄어들었지만, 주기적으로 다시 나타났으며 1930년대 영국에 이르러서야 이전과 같은 수준의 논쟁으로 돌아왔다.:796
안락사 반대론자인 이언 다우빅긴은 미국 안락사 협회 (ESA)의 초기 회원 구성이 당시 많은 사람들이 안락사를 어떻게 인식했는지를 반영했다고 주장하며, 종종 개인의 권리 문제가 아닌 우생학 문제로 보았다고 언급한다. 다우빅긴은 모든 우생학자가 "오로지 우생학적 이유만으로" ESA에 가입한 것은 아니지만, 우생학 운동과 안락사 운동 사이에 명확한 이념적 연결이 있었다고 가정한다.

### 1930년대 영국
자발적 안락사 합법화 협회는 1935년 찰스 킬릭 밀러드에 의해 설립되었다(현재는 '존엄한 죽음'으로 불림). 이 운동은 영국에서 안락사 합법화를 위해 캠페인을 벌였다.
1936년 1월, 조지 5세는 죽음을 앞당기기 위해 치명적인 양의 모르핀과 코카인을 투여받았다. 당시 그는 심폐 부전으로 고통받고 있었으며, 그의 생명을 끝내기로 한 결정은 그의 주치의인 도슨 경에 의해 이루어졌다. 이 사건은 50년 이상 비밀로 유지되었지만, 조지 5세의 죽음은 안락사 합법화를 위한 상원의 법안 제안과 동시에 일어났다.

### 나치 안락사 프로그램

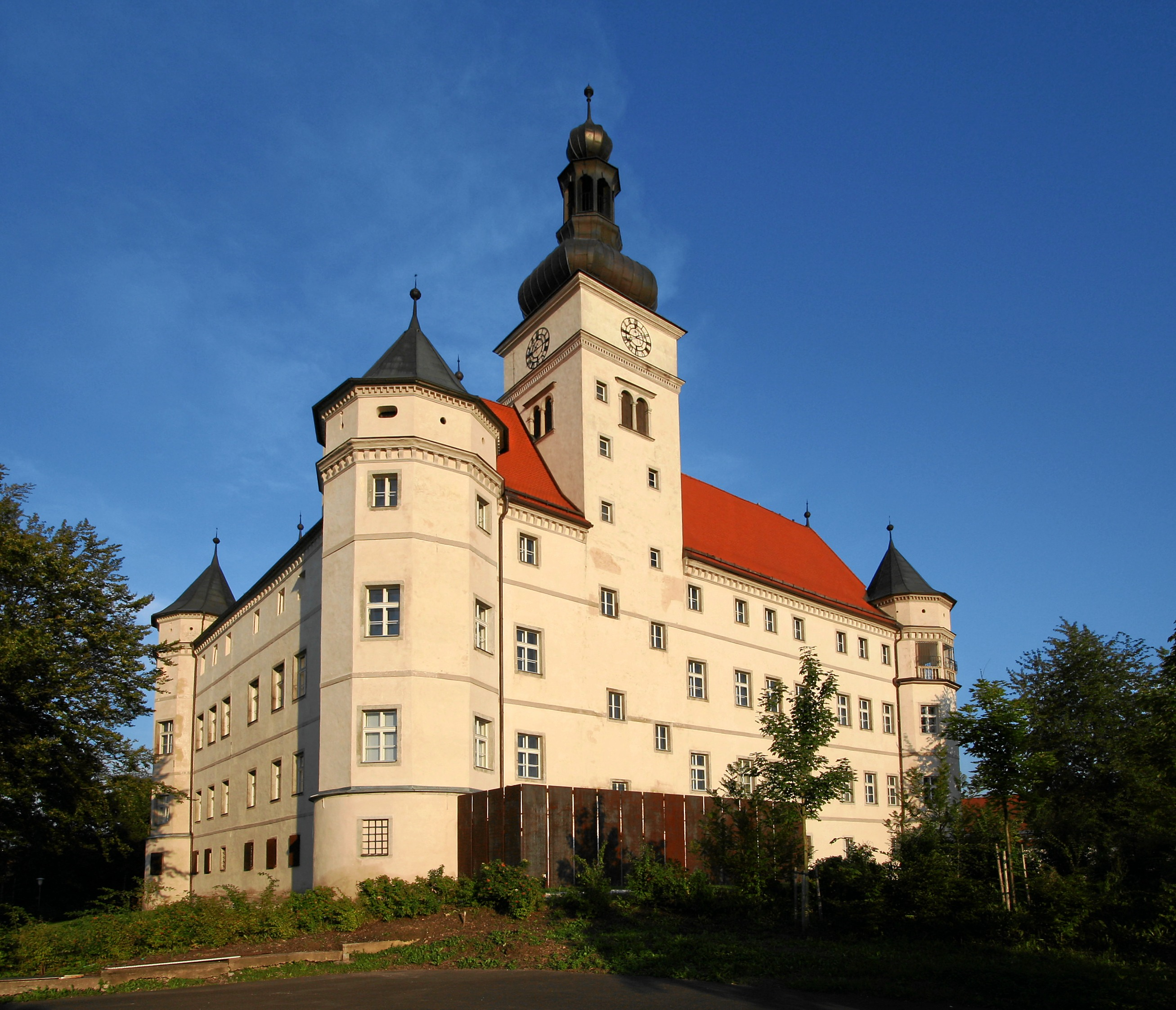
하르트하임 안락사 센터, 18,000명 이상이 살해된 곳

1939년 7월 24일 나치 독일에서 심각한 장애를 가진 영아를 살해한 사건은 BBC "나치하의 집단학살 연대표"에서 최초의 "국가 지원 안락사"로 묘사되었다. 살해에 동의한 당사자들은 히틀러의 사무실, 부모, 그리고 선천성 중증 질환의 과학적 등록을 위한 제국 위원회였다. 《더 데일리 텔레그래프》는 게르하르트 크레치마르라는 이름의 장애 영아(시각 장애, 사지 결손, 경련, 그리고 "백치"라고 알려짐) 살해가 "거의 30만 명의 정신적 및 신체적 장애인에 대한 '자비로운 살인'으로 이어진 비밀 나치 법령의 근거"를 제공했다고 언급했다. 크레치마르의 살해는 부모의 동의를 얻었지만, 그 후 살해된 5,000~8,000명의 어린이들 대부분은 부모로부터 강제로 격리되었다.
집단 살해의 "안락사 캠페인"은 1940년 1월 14일 "장애인"이 가스 밴과 살해 센터에서 살해되면서 추진력을 얻었고, 결국 70,000명의 성인 독일인이 사망했다. 나치 독일의 강제적 안락사에 의한 집단 학살 캠페인이었다. 코드명 T4 작전은 프로그램과 관련된 인력을 모집하고 급여를 지급한 총리실 부서의 거리 주소인 티어가르텐슈트라세 4에서 유래했다. 《나치 의사들》의 저자이자 T4 프로그램의 주요 권위자인 로버트 제이 리프턴 교수는 이 프로그램을 그가 진정한 안락사라고 생각하는 것과 대조한다. 그는 나치의 "안락사" 버전이 1895년 《죽을 권리》(Das Recht auf den Tod)를 출판한 아돌프 요스트의 작업에 기반을 두었다고 설명한다. 리프턴은 다음과 같이 썼다:
요스트는 개인의 죽음에 대한 통제권이 궁극적으로 사회 유기체, 즉 국가에 속해야 한다고 주장했다. 이 개념은 개인의 '죽을 권리' 또는 '자신의 죽음에 대한 권리'를 궁극적인 인간의 주장으로 강조하는 영미 개념의 안락사와는 직접적으로 반대된다. 반대로, 요스트는 국가의 살해 권리를 지적했다. ...궁극적으로 그 주장은 생물학적이었다: '죽음에 대한 권리는 생명의 적합성의 열쇠이다.' 국가는 사회 유기체를 살아있고 건강하게 유지하기 위해 죽음을 소유해야 한다. — 죽여야 한다.
현대적 의미에서 T4 작전 맥락의 "안락사" 사용은 "장애, 종교적 신념, 불협화음적인 개인적 가치"를 이유로 사람들이 살해된 집단학살 프로그램을 위장하기 위한 완곡한 표현으로 간주된다. 전후에 나타난 안락사 논의와 비교할 때, 나치 프로그램은 현대적 의미의 "안락사"와 유사해 보이는 용어로 표현되었을 수 있지만, "자비"는 없었고 환자들이 반드시 말기 환자는 아니었다. 이러한 차이에도 불구하고, 역사가이자 안락사 반대론자인 이언 다우빅긴은 "나치 안락사의 기원은 미국 안락사 운동의 기원과 마찬가지로 제3제국 이전에 시작되었으며, 우생학, 사회 다윈주의의 역사, 그리고 전통적인 도덕과 윤리를 불신하려는 노력과 얽혀 있었다"고 썼다.:65

### 1949년 뉴욕주 안락사 청원과 가톨릭의 반대
1949년 1월 6일, 미국 안락사 협회는 뉴욕주 의회에 안락사를 합법화해 달라는 청원을 제출했는데, 이는 379명의 주요 개신교 및 유대교 성직자들이 서명한 것으로, 이러한 입장을 취한 종교 지도자들 중 가장 큰 규모였다. 유사한 청원이 1947년 뉴욕 의회에 제출되었는데, 약 1,000명의 뉴욕 의사들이 서명했다. 로마 가톨릭 종교 지도자들은 이 청원을 비판하며, 그러한 법안은 "자살-살인 협약"을 합법화하고 "하느님의 다섯 번째 계명, '살인하지 말라'를 합리화하는 것"이 될 것이라고 말했다. 로버트 E. 매코믹(Robert E. McCormick) 주교는 다음과 같이 말했다:
안락사 협회의 궁극적인 목표는 국가가 최고이며 개인이 계속 살아가는 것이 국가에 부담이나 방해가 된다면 살 권리가 없다는 전체주의 원칙에 기반을 두고 있습니다. 나치당은 이 원칙을 따랐고, 강제 안락사는 최근 전쟁 중 그들의 프로그램의 일부로 실행되었습니다. 우리 뉴욕주 미국 시민들은 스스로에게 이 질문을 해야 합니다: "우리가 히틀러의 일을 끝낼 것인가?"

이 청원은 미국 안락사 협회와 가톨릭 교회 간의 긴장을 고조시켰고, 이는 일반적으로 피임, 우생학, 인구 통제와 같은 문제와 관련하여 반가톨릭 정서의 분위기에 기여했다. 그러나 이 청원은 어떤 법적 변화도 초래하지 않았다.

## 논쟁
역사적으로 안락사 논쟁은 여러 주요 쟁점에 초점을 맞춰왔다. 안락사 반대론자 에제키엘 에마누엘에 따르면, 안락사 지지자들은 네 가지 주요 주장을 제시해왔다: a) 사람들은 자결권을 가지므로 자신의 운명을 선택할 수 있어야 한다; b) 환자의 죽음을 돕는 것이 그들이 계속 고통받도록 요구하는 것보다 더 나은 선택일 수 있다; c) 종종 허용되는 소극적 안락사와 허용되지 않는 적극적 안락사 간의 차이는 실질적이지 않거나 (또는 그 기저 원리인 이중 효과 원리가 불합리하거나 unsound하다); 그리고 d) 안락사를 허용하는 것이 반드시 용납할 수 없는 결과를 초래하지는 않을 것이다. 안락사 지지자들은 종종 안락사가 합법화된 네덜란드와 벨기에, 그리고 오리건주와 같은 주를 지목하여 문제가 거의 없다고 주장한다.
마찬가지로, 에마누엘은 안락사 반대론자들이 제시하는 네 가지 주요 주장이 있다고 주장한다: a) 모든 죽음이 고통스러운 것은 아니다; b) 적극적인 치료의 중단과 효과적인 통증 완화제 사용과 같은 대안이 존재한다; c) 적극적 안락사와 소극적 안락사 간의 구별은 도덕적으로 중요하다; 그리고 d) 안락사를 합법화하면 사회가 미끄럼틀에 놓이게 되어 용납할 수 없는 결과를 초래할 것이다.:797–8 실제로 오리건주에서는 2013년에 통증이 사람들이 안락사를 추구하는 상위 5가지 이유 중 하나가 아니었다. 주요 이유는 존엄성의 상실과 다른 사람에게 부담을 줄 것이라는 두려움이었다.
2013년 미국에서 전국적으로 47%가 의사 조력 자살을 지지했다. 여기에는 라틴계의 32%와 아프리카계 미국인의 29%가 포함되었다. 일부 미국 장애인 권리 단체들도 조력 자살을 합법화하는 법안에 반대해왔다.
영국에서 2015년 포퓰러스 여론조사에 따르면 조력 자살에 대한 광범위한 대중 지지가 확인되었다. 응답자의 82%가 조력 자살 법률 도입을 지지했으며, 장애인 중에서도 86%가 지지했다.
마찬가지로, 2017년 Doctors.net.uk에서 실시한 여론조사에 따르면, 《영국 의학 저널》에 보도된 바와 같이 의사들의 55%가 특정 상황에서 조력 사망을 영국에서 합법화해야 한다고 믿는 것으로 나타났다.
2019년, 세계 의학 협회는 제70차 총회에서 안락사 및 조력 자살에 반대하는 성명을 발표했다.
이 질문에 대한 또 다른 접근 방식은 죽어가는 사람들과 말기 환자들을 위한 완화 의료를 지지하는 호스피스 운동에서 볼 수 있다. 이는 환자의 영적 돌봄이 신체적 돌봄과 동등하게 중요한 전체적인 분위기에서 통증 완화 약물 사용을 개척했다. 이는 '죽음을 재촉하지도 연기하지도 않는 것'을 목표로 한다.

## 법적 지위

전 세계 안락사 현황:
능동적 자발적 안락사 합법 (벨기에, 캐나다, 콜롬비아, 에콰도르, 룩셈부르크, 네덜란드, 뉴질랜드, 포르투갈, 스페인 및 호주 뉴사우스웨일스, 퀸즐랜드, 사우스오스트레일리아, 태즈메이니아, 빅토리아, 웨스턴오스트레일리아)
소극적 안락사 합법 (치료 거부 / 생명 유지 장치 철회)
능동적 안락사 불법, 소극적 안락사 입법 또는 규제 없음
모든 형태의 안락사 불법

선진국에서는 안락사 및 조력 자살(EAS) 발생률이 크게 증가했으며, 증가율은 크게 다르다.

안락사가 합법인 관할권마다 안락사 자격 요건이 다르다. 벨기에와 네덜란드와 같은 일부 국가에서는 정신 질환에 대한 안락사를 허용한다.
웨스트 미국법 백과사전은 "'자비로운 살인' 또는 안락사는 일반적으로 범죄 살인으로 간주되며" 일반적으로 환자의 요청에 따라 저질러진 살인의 동의어로 사용된다고 명시한다.
"살인"이라는 용어의 사법적 의미는 난치성 고통을 완화하기 위한 경우에도 생명을 끝내려는 명시적인 의도를 가지고 수행되는 모든 개입을 포함한다. 모든 살인이 불법인 것은 아니다. 형사 처벌이 없는 살인에는 정당한 살인과 면책 가능한 살인이 있다. 대부분의 국가에서 안락사는 이러한 지위에 있지 않다. "안락사"라는 용어는 일반적으로 능동적인 형태에 한정된다. 워싱턴 대학교 웹사이트는 "안락사는 일반적으로 의사가 직접적인 행동, 예를 들어 치명적인 주사를 투여하여 환자의 생명을 끝내는 것을 의미한다"고 명시한다. 따라서 의사 조력 자살은 미국 오리건주에서 안락사로 분류되지 않으며, 그 이름에도 불구하고 법적으로 자살로도 분류되지 않는다. 의사 조력 자살과 달리, 환자의 동의를 받아 생명 유지 치료를 보류하거나 중단하는 것(자발적)은 적어도 미국에서는 거의 만장일치로 합법으로 간주된다. 고통을 완화하기 위해 진통제를 사용하는 것은 죽음을 재촉하더라도 여러 법원 판결에서 합법으로 인정되었다.
전 세계 일부 정부는 자발적 안락사를 합법화했지만, 대부분은 여전히 형사상 살인으로 간주된다. 안락사가 합법화된 네덜란드와 벨기에에서는 살인으로 남아 있지만, 가해자(의사)가 특정 법적 조건을 충족하면 기소되거나 처벌받지 않는다.
역사적인 판결에서 인도 최고재판소는 소극적 안락사를 합법화했다. 대법원은 판결에서 인도의 헌법은 자유, 존엄, 자율성, 사생활을 중요하게 여긴다고 언급했다. 미스라 대법원장이 이끄는 재판부는 만장일치 판결을 내렸다.

## 의료 전문가들의 정서
2010년 미국에서 10,000명 이상의 의사를 대상으로 한 설문조사에 따르면, 16.3%의 의사가 가족이 요구할 경우 생명 유지 치료를 중단하는 것을 고려할 것이라고 답했으며, 심지어 그것이 시기상조라고 믿더라도 그렇게 할 것이라고 답했다. 약 54.5%는 그렇지 않을 것이라고 답했고, 나머지 29.2%는 "상황에 따라 다르다"고 응답했다. 이 연구는 또한 의사들의 45.8%가 일부 경우에 의사 조력 자살이 허용되어야 한다고 동의했으며, 40.7%는 그렇지 않다고 답했고, 나머지 13.5%는 상황에 따라 다르다고 생각했다.
영국에서 조력 사망 캠페인 그룹 존엄하게 죽음은 일반 의사의 54%가 조력 사망에 대한 법률 변경을 지지하거나 중립적이라는 연구를 인용한다. 마찬가지로, 2017년 Doctors.net.uk에서 《영국 의학 저널》에 보도된 여론조사에 따르면, 의사들의 55%가 특정 상황에서 조력 사망을 영국에서 합법화해야 한다고 믿는 것으로 나타났다.
2019년 세계 의학 협회는 제70차 총회에서 안락사 및 조력 자살에 반대하는 성명을 발표했다.

## 종교적 견해

### 기독교

#### 광범위하게 반대
로마 가톨릭 교회는 안락사와 조력 자살을 도덕적으로 잘못된 것으로 규탄한다. 가톨릭 교회 교리서 2324항은 "고의적인 안락사는 그 형태나 동기가 무엇이든 살인이다. 이는 인간의 존엄성과 살아 계신 하느님, 창조주께 대한 존경에 중대하게 위배된다"고 명시한다. 이 때문에 안락사에 관한 선언에 따르면, 교회 내에서 이 관행은 용납될 수 없다. 아메리카 정교회는 다른 동방 정교회들과 마찬가지로 안락사에 반대하며 "안락사는 인간 생명의 고의적인 중단이며, 따라서 살인으로 규탄되어야 한다"고 명시한다.
미국의 많은 비가톨릭 교회들은 안락사에 반대하는 입장을 취한다. 개신교 교단 중에서는 성공회가 1991년 안락사와 조력 자살에 반대하는 결의안을 통과시키며 "불치병으로 인한 고통을 경감시키기 위해 인간의 생명을 빼앗는 것은 도덕적으로 잘못되고 용납될 수 없다"고 명시했다. 안락사에 반대하는 개신교 및 기타 비가톨릭 교회는 다음과 같다.
- 하나님의 성회[85]
- 예수 그리스도 후기 성도 교회[86]
- 나사렛 교회[87]
- 미국 복음주의 루터 교회[88]
- 미국 장로교회[89]
- 미주리 시노드 루터 교회[90]
- 미국 개혁교회[91]
- 구세군[92]
- 제칠일안식일예수재림교회[85]
- 남침례회[93]
- 연합 감리 교회[84]

#### 부분적으로 찬성
잉글랜드 국교회는 일부 상황에서 소극적 안락사를 수용하지만, 적극적 안락사에 강력히 반대하며, 최근 이를 합법화하려는 시도에 반대하는 운동을 주도했다. 캐나다연합교회는 일부 상황에서 소극적 안락사를 수용하지만, 적극적 안락사에는 일반적으로 반대하며, 현재 캐나다에서 적극적 안락사가 부분적으로 합법화되면서 수용도가 증가하고 있다. 발도파는 안락사에 대해 자유주의적 입장을 취하며 개인이 결정하도록 허용한다.

### 이슬람
안락사는 이슬람 신학에서 복잡한 문제이지만, 일반적으로 이슬람 법과 성서에 위배되는 것으로 간주된다. 쿠란과 하디스의 해석에 따르면, 생명의 조기 종료는 자살이든 자살을 돕는 것이든 범죄이다. 의료 치료 중단에 대한 다양한 입장은 혼합되어 있으며, 특히 환자가 고통받는 경우 직접적인 생명 종료와는 다른 종류의 행동으로 간주된다. 자살과 안락사는 거의 모든 이슬람 다수 국가에서 범죄이다.

### 유대교
유대교 신학, 윤리, 그리고 일반적인 여론(특히 이스라엘과 미국에서)에서 안락사에 대한 많은 논쟁이 있다. 소극적 안락사는 이스라엘 최고 법원에 의해 특정 조건 하에서 합법으로 선언되었고 어느 정도 받아들여졌다. 적극적 안락사는 여전히 불법이지만, 법적, 윤리적, 신학적, 영적 관점에서 명확한 합의 없이 활발히 논의 중이다.

### 힌두교
절대적인 합의는 없지만, 힌두교는 일반적으로 안락사를 다르마(의무), 카르마(행동과 그 결과), 아힘사(비폭력)와 같은 핵심 원칙에 위배되는 심각한 행위로 간주한다.

## 같이 보기
- 조력자살
- 자살교사·방조죄
- 기본구급법(BLS)
- 심폐소생술(CPR)
- 전문심폐소생술(ACLS, en:Advanced cardiac life support)
- 소아전문소생술(PALs, en:Pediatric Advanced Life Support)
- 심폐소생술 거부(DNR)
- 인공호흡기(의료호흡기)
- 병원증후군(sick hospital syndrome)
- 식물 인간(PVS)
- 호스피스
- 동물 안락사